# Renato Epifânio
Renato Manuel Laia Epifânio (Lisboa, 1974) é um professor universitário, pensador e escritor português.

## Formação
- Licenciatura em Filosofia - Faculdade de Letras da Universidade de Lisboa;[2][3]
- Mestrado em Filosofia - Faculdade de Letras da Universidade de Lisboa;[3]
- Doutorado em Filosofia - Universidade de Lisboa[3][2][4]

## Vida profissional
Pertence às seguintes instituições:
- Instituto de Filosofia da Universidade do Porto;[2][5]
- Instituto de Filosofia luso-brasileira;[5]
- Associação Agostinho da Silva;[3]

## Atividades
- Fundador da Nova Águia - Revista de Cultura do Século XXI
- Fundador e Presidente do Movimento Internacional Lusófono - MIL [6][2]

## Livros publicados
- Agostinho da Silva e o pensamento luso-brasileiro. Lisboa: Âncora, 2006[7]
- Visões de Agostinho da Silva. Sintra: Zéfiro, 2008[7]
- A reacção contra o Positivismo e o Movimento da Renascença portuguesa. Sintra: Zéfiro, 2008
- Harmonias e dissonâncias. Sintra: Zéfiro, 2008
- Via aberta. Sintra: Zéfiro, 2009
- A via lusófona. Sintra: Zéfiro, 2010 [7]
- Fernando Nobre - Diário de uma campanha. Sintra: Zéfiro, 2011[7]
- Convergência lusófona. Sintra: Zéfiro, 2014[7]
- (Im)possíveis (trans)posições. Sintra: Zéfiro, 2014[7]
- A via lusófona II. Sintra: Zéfiro, 2015 [7]
- A obra e o pensamento de Eudoro de Sousa. Sintra: Zéfiro, 2015[7]
- A via lusófona III. Sintra: Zéfiro, 2017 [7][3]
- Tabula rasa. Sintra: Zéfiro, 2017[7][3]